# Yolngu
Les Yolngu, ou Yolŋu (/ˈjol.ŋʊ/), sont un peuple aborigène habitant dans le nord-est de la terre d'Arnhem dans le Territoire du Nord de l'Australie. Yolngu signifie littéralement « gens » dans la langue parlée par le peuple. Environ 5 000 Yolngu vivent par groupes (clans) comme le groupe des Rrayun, des Yarrwidi ou des Dulpuynqu. Yunipingu, Munungurritj et Burarrwanga sont les principales familles de cette tribu.

## Culture yolngu

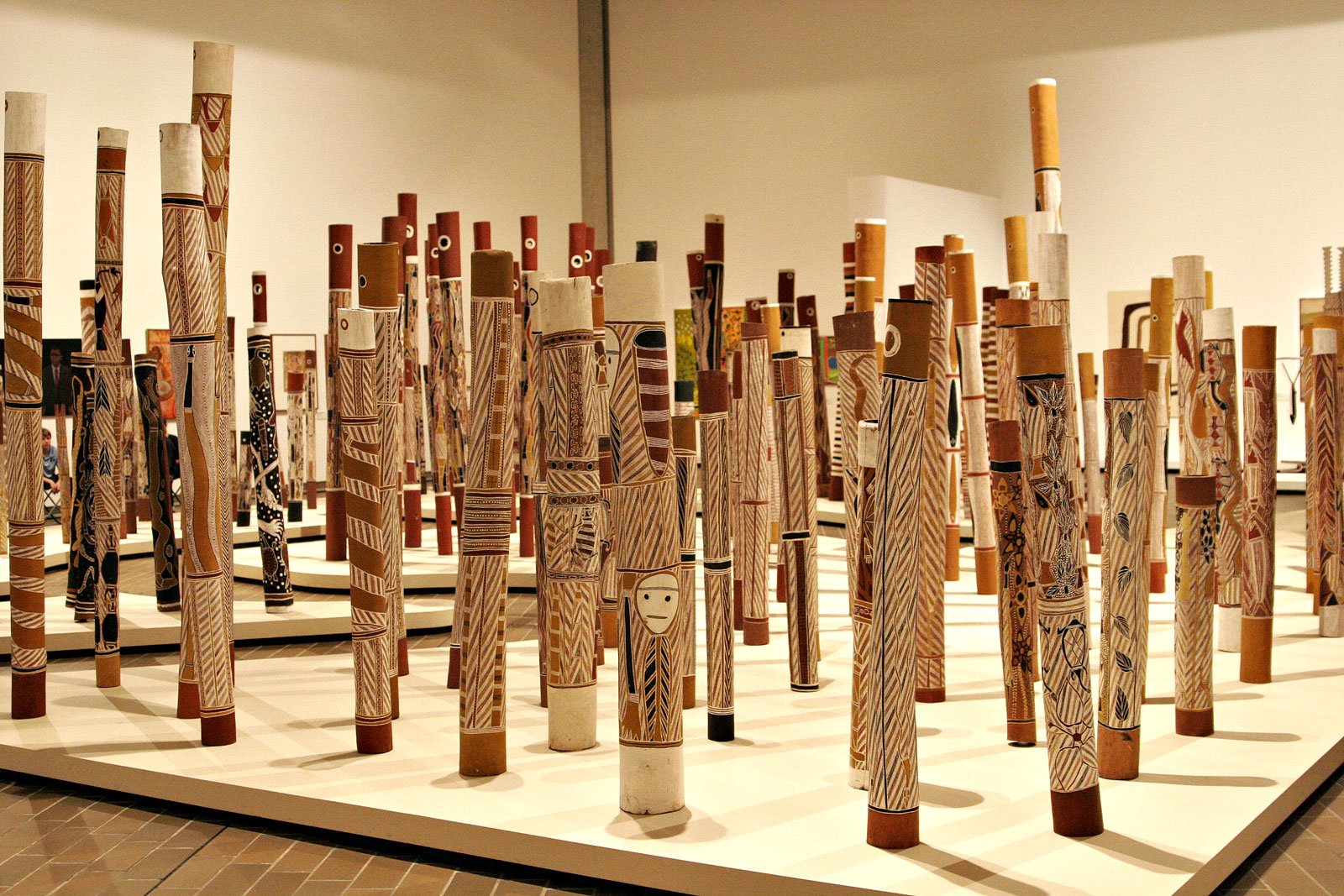
Rondins creux utilisés par les Yolngu lors des cérémonies d'enterrement, Mémorial aborigène, Galerie nationale d'Australie.

Cette culture est l'une des plus anciennes ayant existé sur Terre, avec plus de 40 000 ans d'histoire. Elle a réussi à se maintenir grâce au fait qu'elle n'est entrée en contact avec les Européens que tardivement.

### Lois
Le système complet de lois yolngu s'appelle le Madayin - un mot pour lequel il n'y a aucune traduction littérale.
Le Madayin représente l'ensemble des droits des propriétaires de la loi, ou les citoyens (rom watangu walal) qui ont des droits et des devoirs. Le Madayin inclut toutes les lois liées aux personnes (rom), les instruments et les objets qui codent et symbolisent la loi (Madayin girri), les préceptes oraux, les noms et les cycles de chansons, les endroits sacrés (dhuyu nunggat wa:nga) qui sont employés dans l'entretien, l'éducation et le développement des lois.
Cette loi s'occupe de la propriété des terrains et des eaux, ainsi que des ressources. Elle règle et commande la production et le commerce, la loi morale, sociale et religieuse comprenant des lois pour la conservation et l'exploitation de la faune, de la flore et de la vie aquatique.
Les Yolngu croient que vivre en accord avec le Madayin est une manière juste et civilisée de vivre. Le Madayin crée l'état de Magaya, qui est un état de paix, de liberté et de justice pour tous.

### Système de parenté
Les groupes yolngu sont reliés par un système complexe de parenté (gurrurtu). Ce système gouverne les aspects fondamentaux de la vie, dont les responsabilités pour les cérémonies et les règles de mariage.
La vie yolngu se décompose suivant deux grandes descendances : les Dhuwa et les Yirritja. Chaque famille est représentée par les peuples de différentes tribus, ayant chacun un territoire, une langue, des totems et des philosophies différents.
| Descendance | Clans associés                                                                                              |
| ----------- | --- |
| Yirritja    | Gumatj, Gupapuyngu, Wangurri, Ritharrngu, Mangalili, Munyuku, Madarrpa, Warramiri, Dhalwangu, Liyalanmirri. |
| Dhuwa       | Rirratjingu, Galpu, Djambarrpuyngu, Golumala, Marrakulu, Marrangu, Djapu, Datiwuy, Ngaymil, Djarrwark.      |

Une personne Yirritja ne peut épouser qu'un Dhuwa et inversement. Si un homme ou une femme est Dhuwa, alors sa mère sera nécessairement Yirritja et vice versa.
Les relations de parenté se dessinent aussi sur les territoires par le biais du patrimoine génétique héréditaire. Toute chose — chaque poisson, chaque pierre, chaque cours d'eau, etc. — appartient donc soit aux Yirritja, soit aux Dhuwa.

### Relations proscrites
Comme dans quasiment tous les groupes aborigènes, il existe des relations proscrites dans la culture Yolngu. Les deux tabous principaux concernent les relations :
beau-fils - belle-mère
frère - sœur
Après l'initiation du jeune garçon, les frères et sœurs commencent à s'éviter, c'est le mirriri. Dans ce type de relation proscrite, les personnes concernées ne se parlent pas directement, ne se regardent pas et évitent de se trouver à trop grande proximité l'un de l'autre. Il existe d'autres relations proscrites comme les relations entre personnes de même sexe, mais elles sont de moindre importance que les deux précédentes.

### Langue
Les Yolngu parlent une douzaine de dialectes faisant partie d'un même groupe linguistique appelé Yolngu matha. Suivant la tribu, l'anglais ne constitue que la troisième ou la dixième langue la plus parlée par les Yolngu.

### Saisons
Les Yolngu possèdent six saisons différentes : Mirdawarr, Dhaarratharramirri, Rarranhdharr, Worlmamirri, Baarra'mirri et Gurnmul (ou Waltjarnmirri).
| Saison                   | Période                         | Caractéristiques |
| ------------------------ | ------------------------------- | --- |
| Mirdawarr                | Fin mars - avril                | Fin de la saison humide. Vent provenant du sud-est mais air chaud et humide. Légumes et pêches florissants. |
| Dhaarratharramirri       | Fin avril - août                | Saison sèche. Vent d'est et de sud-est. |
| Rarranhdharr             | Septembre - octobre             | Saison chaude et sèche. Vent de nord-est, principalement. Éclairs fréquents et premiers coups de tonnerre. |
| Worlmamirri              | Fin octobre - novembre/décembre | Prémices de la saison humide avec la foudre, fin octobre. Période de chaleur extrême et d'humidité, juste avant la saison des pluies, caractérisée par des tempêtes orageuses violentes et plus en plus fréquentes. |
| Baarramirri              | Fin décembre - janvier          | Vent de nord-ouest, mettant fin à l'humidité. Deux sortes de vent : les coups de vent violents, Baarra yindi, et les brises modérées, Baarra nyukukurniny.                                                          |
| Gurnmul ou Waltjarnmirri | Janvier/février - mars          | Saison humide. Inondations. |

## Histoire

### Histoire pré-Européenne
Les Yolngu ont entretenu de bonnes relations commerciales avec les pêcheurs makassars pendant plusieurs centaines d'années. Les Makassars respectaient les territoires yolngu en évitant notamment de camper sur les plages et en s'interdisant tout contact avec les femmes yolngu. Ils effectuaient des visites annuelles pour récolter des concombres de mer et des perles, en payant les Yolngu en nature avec des marchandises telles que des couteaux, des métaux, des canoës, du tabac et des pipes.
En 1906, le gouvernement d'Australie-Méridionale n'a pas renouvelé le permis accordé aux Makassars pour la récolte du concombre de mer. Cette interruption commerciale à causé d'autant plus de perturbations chez les Yolngu qu'ils n'étaient pas au courant de cette décision.
Les Yolngu avaient des routes commerciales bien établies au sein de l'Australie, se prolongeant jusqu'aux clans d'Australie-Méridionale et aux autres aborigènes. Par exemple, ils n'ont pas fabriqué de boomerangs, mais les ont obtenus par l'intermédiaire du commerce avec l'Australie centrale.
Ces contacts ont été maintenus par l'utilisation de bâtons de messages, ainsi que de coursiers - avec des hommes parcourant plusieurs centaines de kilomètres pour envoyer des messages et relayer les ordres entre les différentes tribus ou nations aborigènes.

### Premiers contacts avec les Européens
Les Yolngu connaissaient l'existence des européens avant l'arrivée des britanniques, par le biais de leurs contacts avec les marchands makassars, autour du XVIe siècle. Leur mot pour désigner un européen, Balanda, provient de « Hollaender » (un hollandais).

### XIXesiècle
Vers la fin du XIXe siècle, les Australiens blancs ont commencé à utiliser la terre d'Arnhem pour le bétail. Une série de batailles entre Yolngu et Balanda eut alors lieu à l'époque. Les Yolngu étaient indiscutablement plus guerriers car, à l'instar d'autres tribus aborigènes, ils avaient déjà dû défendre leurs rivages du nord pendant des centaines (voire des milliers) d'années.
Il s'est produit également toute une série de massacres. On peut notamment relever les deux principaux : le premier prit place à Florida Station, en 1885, quand des Yolngu furent empoisonnés en mangeant de la viande de cheval, en représailles d'avoir tué et mangé du bétail. En effet, d'après leur loi, Madayin, il s'agissait de leur territoire et ils avaient donc le droit inaliénable de manger les animaux s'y trouvant. Un deuxième incident se déroula autour de 1895. Quelques Yolngu avaient prélevé un morceau de fil barbelé sur une énorme bobine, afin de fabriquer des harpons. Les hommes, les femmes et les enfants furent pourchassés par la police montée et des cavaliers de la "Eastern and African Cold Storage Company" avant d'être fusillés.

### XXesiècle
En 1932, certains pêcheurs japonais d'holothuries furent transpercés par des flèches yolngu après que leur mère aient été prétendument violées par des japonais. À la différence des Makassars, les Japonais ne montraient pas le même respect à l'égard des yolngu. Cet événement est connu sous le nom de crise de la baie Caledon. Plusieurs Yolngu furent emprisonnés à Fannie Bay Gaol, l'actuelle Darwin.
Le gouvernement australien craignait que cette affaire puisse créer de mauvaises relations internationales (c'était avant la Seconde Guerre mondiale). Dans certains quartiers, il y avait des appels pour « donner une bonne leçon aux noirs », autrement dit, pour faire des battues à la recherche d'hommes, de femmes et d'enfants pour les fusiller. Il s'agissait d'une pratique assez courante en Australie, au XIXe siècle (avec notamment les massacres de Coniston, de Myall Creek et de Gippsland).
Cependant, Donald Thomson, un jeune anthropologue, pouvait éviter tout ceci en allant vivre avec le Yolngu et en s'assurant des faits de l'affaire (ironiquement, les prisonniers ont été libérés pour vice de formes, et non sur ces faits). Thomson a vécu avec les Yolngu pendant plusieurs années et a réalisé quelques excellentes photographies et récits de leur mode de vie. Ces documents se sont avérés être d'une importance historique à la fois pour les Yolngu et les européens d'Australie.
En 1935, avec toute cette publicité, une mission méthodiste s'installe dans la région d'Arnhem land.
En 1941, pendant la Seconde Guerre mondiale, Donald Thomson a persuadé l'armée australienne d'établir une unité spéciale de reconnaissance (NTSRU), composée de Yolngu, pour aider à repousser les incursions japonaises sur le littoral nord de l'Australie. Des contacts avaient lieu entre les Yolngu et les troupes australiennes et américaines, au grand dam de Thomson qui avait tenté de l'éviter. Il rapporte notamment comment les soldats essayaient souvent d'obtenir des lances yolngu comme souvenirs. Ces lances étaient essentielles à la vie des Yolngu et cela prenait plusieurs jours pour les fabriquer et les forger.
Plus récemment, les Yolngu se sont vu imposer la construction de grandes mines sur leurs terres tribales, à Nhulunbuy.

## Politique
Depuis les années 1960, les chefs yolngu ont été remarquables dans la lutte pour les droits territoriaux des aborigènes.
En 1963, provoqué par une décision unilatérale du gouvernement d'annexer une partie de leurs terres pour exploiter une mine de bauxite, les Yolngu de Yirrkala ont envoyé une pétition à la chambre des représentants australienne. La pétition a attiré l'attention nationale et internationale et se trouve désormais dans la Chambre du Parlement, à Canberra, témoignant ainsi du rôle des Yolngu dans la naissance du mouvement pour la reconnaissance des territoires aborigène.
Comme les politiciens montraient clairement qu'ils ne comptaient pas changer d'avis, les Yolngu de Yirrkala ont  porté leurs réclamations auprès des tribunaux en 1971, à l'occasion de l'affaire Milirrpum contre Nabalco Pty Ltd. Les Yolngu ont néanmoins perdu cette affaire car la cour australienne étaient encore favorable au principe de « terra nullius ». Ce principe ne tenait pas compte des droits antérieurs à la colonisation, des aborigènes sur leurs territoires. Cependant, le juge a reconnu que les plaignants pouvaient continuer d'utiliser les terres pour leurs rituels et à des fins économiques, mais également qu'ils avaient déjà un système juridique propre, posant ainsi les bases des futurs droits territoriaux des aborigènes.
La chanson Treaty de Yothu Yindi, qui est devenue un tube international en 1989, démontre l'attachement des Yolngu à la cause de la réconciliation, aux droits territoriaux et au désir d'une plus large reconnaissance de leur culture et de leur loi.

## Arts yolngu
Les artistes et les interprètes yolngu ont été au premier rang concernant la reconnaissance de la culture aborigène et des insulaires Torres Strait. Les danseurs et les musiciens traditionnels ont joué dans le monde entier et ont eu une influence importante sur des troupes contemporaines, telles que le théâtre de danse Bangara.

### Art visuel
Avant l'émergence du mouvement artistique dans le désert occidental, l'art aborigène le plus connu était le style yolngu avec ses peintures en hachures fines sur des écorces.
Des artistes, tels que David Malangi Daymirringu, sont renommés pour leur travail. Le travail de Malangi apparaît sur le billet original du dollar australien. Le gouvernement australien avait à l'époque utilisé son œuvre sans son approbation, ni même sans l'avertir. Néanmoins, ils essayèrent de régulariser la situation en rémunérant Malangi plusieurs années plus tard.
Les rondins creux (larrakitj), utilisés lors des enterrements sur le territoire d'Arnhem Land, poursuivent un objectif spirituel important et sont également la trame principale de l'art yolngu (voir l'image au début de l'article), de même que le yidaki/didgeridoo (voir ci-dessous).
Les Yolngu sont également maîtres dans l'art du tissage. Ils tissent des feuilles de pandanus qu'ils ont teintes pour confectionner des paniers. Ils fabriquent également des colliers à partir de perles faites de graines, de vertèbres de poissons ou de coquillages.
L'art Yongu prend souvent la forme d'histoires sur la création ou la culture traditionnelle du commerce.
Les couleurs sont également importantes dans la détermination de l'origine du travail artistique, notamment au niveau du clan ou de la famille qui l'a réalisé. Certains dessins et motifs sont en effet distinctifs de quelques familles ou de clans particuliers.

### Musique

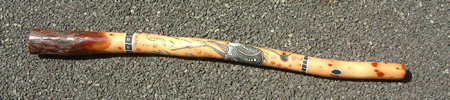
Yidaki, appelé plus communément un didgeridoo

La terre d'Arnhem est le territoire d'origine du yidaki, que les Européens appellent couramment le didgeridoo. Les Yolngu sont passés maîtres dans l'art de la fabrication et de la musique du yidaki. Il ne peut être joué que par certaines personnes et il existe traditionnellement un protocole strict régissant son utilisation.
À l'heure actuelle, le groupe Yothu Yindi est un groupe de musique aborigène à succès.

## Yolngu célèbres
Parmi les quelques Yolngu célèbres, on retrouve : les leaders aborigènes Gatjil Djerrkura et George Rrurrambu, l'artiste David Malangi, l'acteur et danseur David Gulpilil, le joueur de didgeridoo mondialement connu Djalu Gurruwiwi, les musiciens George Rrurrambu et Mandawuy Yunupingu, le chanteur Geoffrey Gurrumul Yunupingu, Baker Boy (en), la peintre Dhuwarrwarr Marika...

## Festival Garma
Chaque année, les Yolngu se rassemblent pour célébrer leur culture, lors du Festival Darma des Cultures Traditionnelles. Ce festival est ouvert à tous, même aux non-Yolngu, pour participer et pour découvrir les traditions et les lois yolngu. Ce festival est organisé par la Fondation Yothu Yindi.

## Études ethnographiques
Une étude de l'Université Deakin s'est penchée sur les systèmes de connaissances aborigène en réaction à l'ethnocentrisme occidental. Ils avancent le fait que la culture yolngu est un système de connaissances qui diffère de bien des façons à celui de la culture occidentale. Il pourrait être décrit en tant que vision d'un monde comme un tout, plutôt que comme une juxtaposition d'objets distincts. « Singing the Land, Signing the Land », de Watson et Chambers, explore la relation entre les connaissances yolngu et occidentale, en se servant de l'idée yolngu du ganma. Il s'agit d'une métaphore décrivant deux courants : l'un venant des terres (connaissances yolngu) et l'autre, de la mer (connaissances de l'Occident), qui se mélangent de telle manière que « les forces des courants se combinent et mènent à une meilleure compréhension de la vérité ».

## Cérémonies
Les Yolngus ont de nombreux types de cérémonies : des cérémonies d’initiation, funéraires, de purification et bien d’autres. Ils ont aussi de nombreux thèmes spirituels comme Gurtha (le feu), Mangatharna, Yellow ochre, lightning snake ou Ganbulapula.
Les hommes et les femmes ont des rôles différents durant les cérémonies. Les hommes représentent habituellement le rôle de gardiens d’un site et les femmes endossent le rôle de gardiennes des connaissances. Certaines cérémonies sont réservées aux hommes et d’autres aux femmes ; certaines sont privées et d’autres sont publiques.